# Гомельобои
«Гомельобои» (бел. Гомельшпалеры) — одно из крупнейших предприятий-производителей обоев среди стран СНГ. Основано в 1927 году. 1 октября 2009 года произошло объединение с ОАО «Белорусские обои». С сентября 2013 года называется унитарное производственное предприятие «Гомельобои».
В 2023 году выпускаемая продукция экспортировалась в 10 стран. Основными импортерами продукции «Гомельобои» стали Россия, Казахстан, Узбекистан, Таджикистан, Кыргызстан, Молдова, Армения, Азербайджан, Грузия, Болгария.
Предприятие «Гомельобои» оснащено современными полиграфическими машинами глубокой печати ведущих фирм Германии, Франции, Италии.  Модернизация обойного производства началась в 2013 году, когда были закуплены первые линии трафаретной печати.

## История
Завод основан в 1927 году. Изначально он должен был стать канифольным заводом; строительство велось на государственные средства. В 1929 году канифольный завод объединили с мыльной артелью; получившееся предприятие назвали Новобелицким канифольно-мыльным заводом. В 1937 году завод стал выпускать пористый изоплит, который использовался для утепления кабин автомобилей. В 1941 году предприятие считалось крупнейшим в СССР заводом по изготовлению древесно-волокнистых плит.
В 1944 году началось восстановление завода, разрушенного войной. Основной продукцией предприятия до 1976 года считался изоплит; в 1976 году были выпущены первые обои, изготовленные методом высокой печати. В 1982 году качество продукции повысилось, а в 2002 году завод выпустил первую партию обоев на виниловой основе.
В 2011 году было создано унитарное предприятие «Гомельобои».
В 2013 году на предприятии установили оборудование компании «Stork». Стали выпускаться обои на флизелиновой и бумажной основе.
В 2023 году ОАО «ЦБК-Консалт» было реорганизовано и переименовано в филиал «Гомельобои» ОАО «Управляющая Компания Холдинга «Белорусские обои»»

## Современность
В 2023 году предприятие «Гомельобои» выпускало практически весь спектр видов обоев:
- гофрированные;
- влагостойкие;
- дуплекс;
- пенообои (с применением акриловой пены);
- настенные покрытия;
- виниловые.

На предприятии установлены и освоены современные технологические линии производства ведущих мировых брендов:
- «Fischer & Krecke» (Германия);
- Stork (Голландия);
- «Saueressig» (Германия);
- «Plamag» (Германия);
- «Frastan» (Англия);
- «Herbert Olbrich» (Германия);
- Еmerson&renwick" (Англия).

Также на предприятии действует станция смешения красок фирмы «Fluid management», оснащенная спектрофотометром и программным обеспечением фирмы «Gretag Macbeth» (Германия), что позволяет создавать оригинальные колористические решения, сокращать время приготовления красок, а также обеспечивать точный повтор колористик, стабильность и оптимальный расход печатных красок.

## Публикации
- «Гомельобои» выпустили партию экологически чистой продукции. // naviny.by. Дата обращения: 30 марта 2012.
- Налоги подкосили «Гомельобои». // charter97.org. Дата обращения: 30 марта 2012. Архивировано из оригинала 4 июня 2009 года.